# Leioproctus mimulus
Leioproctus mimulus är en biart som först beskrevs av Cockerell 1910.  Leioproctus mimulus ingår i släktet Leioproctus och familjen korttungebin. Inga underarter finns listade i Catalogue of Life.